# Transistor d'efecte de camp de nanotub de carboni

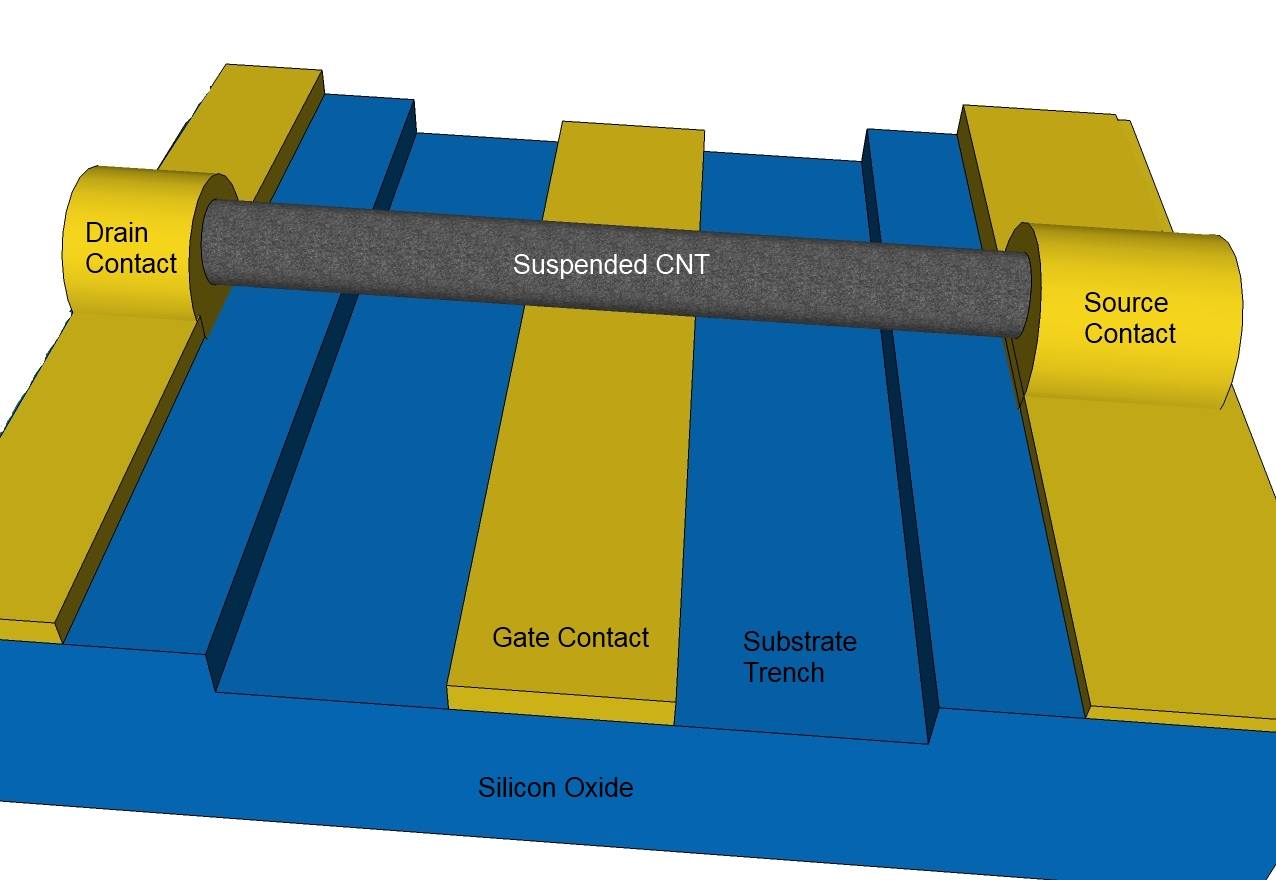
Dispositiu CNTFET

CNT Mobility simula la mobilitat de camp en dispositius CNT-FET a camp baix.

Un transistor d'efecte de camp de nanotub de carboni (amb acrònim anglès CNTFET) és un transistor d'efecte de camp que utilitza un únic nanotub de carboni o una sèrie de nanotubs de carboni com a material de canal en lloc de silici a l'estructura tradicional MOSFET. Demostrada per primera vegada el 1998, hi ha hagut desenvolupaments importants en els CNTFET des de llavors.
Segons la llei de Moore, les dimensions dels dispositius individuals d'un circuit integrat s'han reduït en un factor d'aproximadament dos cada dos anys. Aquesta reducció de dispositius ha estat el motor dels avenços tecnològics des de finals del segle xx. No obstant això, tal com s'indica a l'edició de l'ITRS 2009, la reducció de l'escala s'ha enfrontat a greus límits relacionats amb la tecnologia de fabricació i el rendiment dels dispositius a mesura que la dimensió crítica es va reduir al rang sub-22 nm. Els límits inclouen el túnel d'electrons a través de canals curts i pel·lícules primes aïllants, els corrents de fuga associats, la dissipació de potència passiva, els efectes de canal curt i les variacions en l'estructura del dispositiu i el dopatge. Aquests límits es poden superar fins a cert punt i facilitar una major reducció de les dimensions del dispositiu modificant el material del canal a l'estructura tradicional MOSFET amb un únic nanotub de carboni o una matriu de nanotubs de carboni.
En els contactes CNT-metall, les diferents funcions de treball del metall i del CNT donen lloc a una barrera Schottky a la font i al desguàs, que estan fetes de metalls com la plata, el titani, el pal·ladi i l'alumini. Tot i que, com els díodes de barrera Schottky, les barreres haurien fet que aquest FET transportés només un tipus de portador, el transport del portador a través de la interfície metall-CNT està dominat pel túnel mecànic quàntic a través de la barrera Schottky. Els CNTFET es poden reduir fàcilment pel camp de la porta de manera que el túnel a través d'ells produeix una contribució actual substancial. Els CNTFET són ambipolars; ja siguin electrons o forats, o es poden injectar simultàniament electrons i forats. Això fa que el gruix de la barrera Schottky sigui un factor crític.